# Dietenhofen
Dietenhofen est une commune (Markt) allemande de Bavière, dans l'arrondissement d'Ansbach et le district de Moyenne-Franconie.

## Géographie
Dietenhofen se trouve dans le parc naturel de Frankenhöhe (de) à environ 28 km à l'ouest de Nuremberg et à 18 km au nord-est d'Ansbach, le chef-lieu de l'arrondissement. La rivière Bibert traverse le bourg, elle se jette ensuite dans la Rednitz près de Zirndorf.
La commune est située à la limite avec les arrondissements de Neustadt an der Aisch-Bad Windsheim et Fürth.
Communes limitrophes (en commençant par le nord et dans le sens des aiguilles d'une montre) : Neuhof an der Zenn, Wilhermsdorf, Großhabersdorf, Heilsbronn, Petersaurach, Bruckberg, Weihenzell et Rügland.

Situation de Dietlingen dans l'arrondissement d'Ansbach.

## Histoire
Dietenhofen a fait partie de la principauté d'Ansbach et a été incorporée au royaume de Bavière en 1806. En 1818, la ville a obtenu le statut de commune et a rejoint l'arrondissement de Neustadt an der Aisch.
Lors des réformes administratives des années 1970, plusieurs communes ont fusionné avec Dietenhofen.
- Communes ayant appartenu à l'arrondissement de Neustadt : Ebersdorf, Herpersdorf, Neudorf, Seubersdorf, Leonrod.
- Communes ayant appartenu à l'arrondissement d'Ansbach : Götteldorf, Kleinhaslach, Kehlmünz, Haasgang (villages de Höfen et Adelmanndorf).

## Démographie
Marché de Dietenhofen seul :
| 1910 | 1933 | 1939 |
| ---- | ---- | ---- |
| 686  | 732  | 762  |

Marché de Dietenhofen dans ses limites actuelles :
| 1840  | 1871  | 1900  | 1910  | 1925  | 1933  | 1939  | 1950  | 1961  |
| ----- | ----- | ----- | ----- | ----- | ----- | ----- | ----- | ----- |
| 2 711 | 2 675 | 2 305 | 2 359 | 2 591 | 2 397 | 2 367 | 3 650 | 3 268 |

| 1970  | 1987  | 2000  | 2003  | 2009  | - | - | - | - |
| ----- | ----- | ----- | ----- | ----- | - | - | - | - |
| 3 614 | 4 260 | 5 571 | 5 617 | 5 565 | - | - | - | - |

## Jumelages
- Zschorlau (Allemagne), en Saxe, dans l'arrondissement des Monts-Métallifères et le district de Chemnitz ;
- Flavignac (France) depuis 1982, en Haute-Vienne, dans la région Nouvelle-Aquitaine ;
- Gresten-Land (Autriche) depuis 2010, en Basse-Autriche, dans le district de Scheibbs.

## Monuments
Le village de Leonrod abrite les ruines d'un château médiéval.